# 五氯环丙烷
五氯环丙烷是一种有机化合物，化学式为C
3HCl
5。它是无色液体，具有淡薄荷味。它在100 °C以上不稳定，会异构化为1,1,3,3,3-五氯丙烯。它可由三氯乙烯和二氯卡宾在碱存在下加成得到。它和氢氧化钾反应，得到四氯环丙烯。